# Silvestro inventore
Silvestro inventore (Tweet and Lovely) è un film del 1959 diretto da Chuck Jones. È un cortometraggio animato della serie Merrie Melodies, prodotto dalla Warner Bros. e uscito negli Stati Uniti il 18 luglio 1959. I protagonisti del cartone animato sono Silvestro, Titti e Ettore il bulldog. In questo cortometraggio Ettore il bulldog è chiamato Spike.